# Порфириу, Угу
Угу Кардозу Порфириу (порт. Hugo Cardoso Porfírio; родился 28 сентября 1973 года в Лиссабоне, Португалия) — португальский футболист, полузащитник. Известен по выступлениям за сборную Португалии. Участник Олимпийских игр 1996 года в Атланте. Участник чемпионата Европы 1996 года.

## Клубная карьера
Порфириу — воспитанник лиссабонского «Спортинга». В 1992 году он дебютировал в Сангриш лиге. Из-за высокой конкуренции Угу на правах аренды выступал за «Тирсенше», «Униан Лейрия» и английский «Вест Хэм Юнайтед». В 1997 году он перешёл в испанский «Расинг». В Ла Лиге Угу провёл хороший сезон, но клуб закончил чемпионат на 14 строчке и Порфириу вернулся на родину. В «Бенфике», куда он перешёл вновь пришлось сесть на лавку. За сезон Угу появился на поле всего шесть раз. В 1999 году он на правах аренды перешёл в «Ноттингем Форест».
В 2000 году Порфириу перешёл в «Маритиму», где чаще начал выходить на поле. По окончании сезона он вновь вернулся в «Бенфику», но выступал в основном за команду дублёров. В 2003 году Угу покинул «орлов» окончательно и перешёл в аравийский «Ан-Наср», где по окончании сезона завершил карьеру.

## Международная карьера
29 мая 1996 года в товарищеском матче против сборной Ирландии Порфириу дебютировал за сборную Португалии. Летом того же года в составе сборной он поехал на Чемпионат Европы в Англию. На турнире он сыграл в матче против команды Турции.
В 1996 году Угу в составе олимпийской сборной Португалии принял участие в Олимпийских играх в Атланте. На турнире он сыграл в матчах против команд США и дважды Аргентины.